# Indie rock

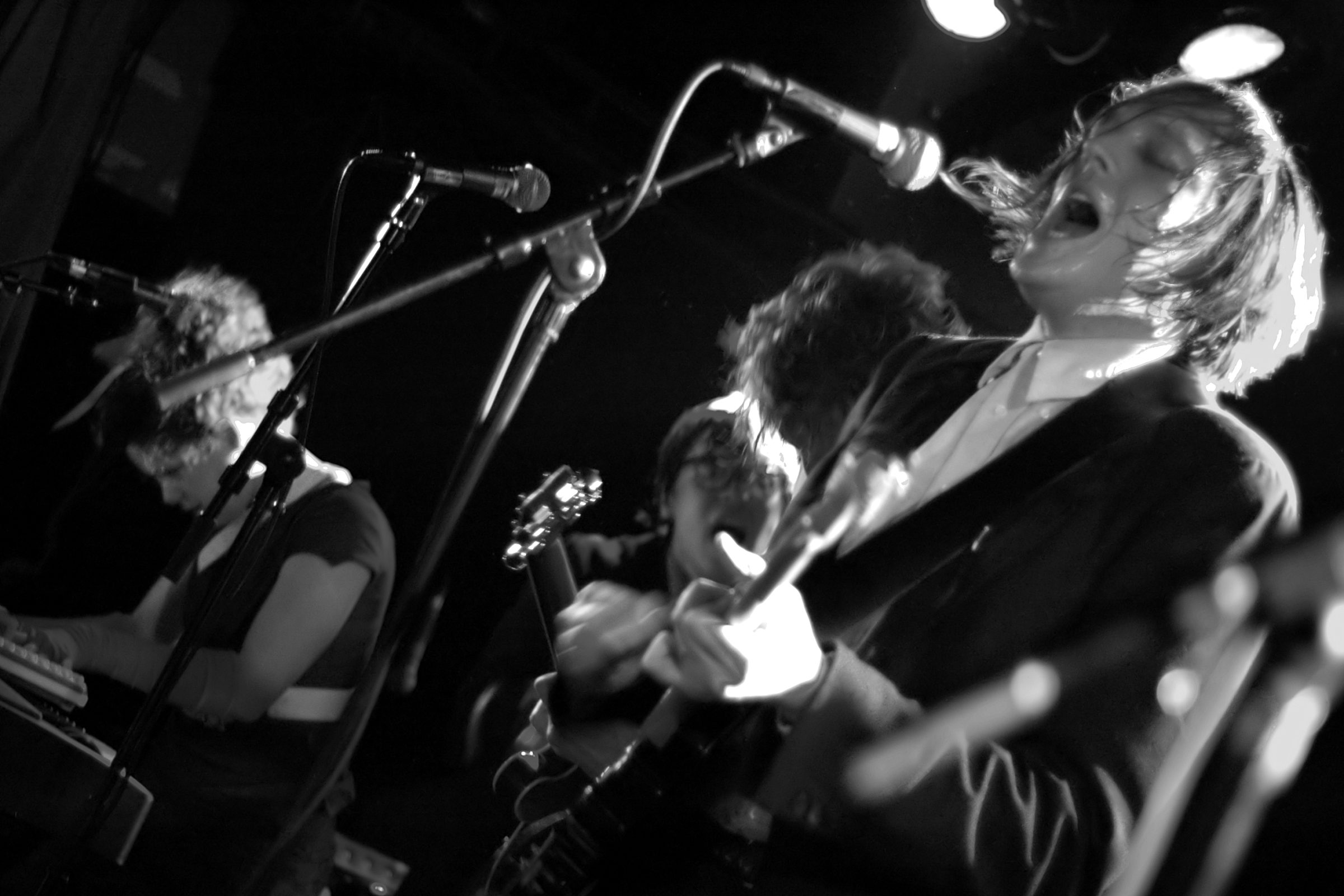
Arcade Fire

Indie rock je žánr alternativního rocku, který je většinou šířen na undergroundové hudební scéně. Své jméno si vzal ze slova independent – nezávislý na velkých komerčních hudebních vydavatelstvích. Hudebníci si většinou udržují kontrolu nad svou tvorbou a vydávají ji ve většině případů pod „independent“ nezávislými značkami.
Tento žánr popisuje také postoj kapel a jejich způsob tvorby (udělej si sám), a jejich zastupování malými, nízkonákladovými vydavatelstvími.
Jako takový je otevřen experimentům se zvuky, emocemi, texty a nesnaží se hned na poprvé zalíbit publiku středního proudu. Víc než o zisk se zajímá o osobní vkus.
Jeho kořeny sahají k americkému undergroundu a alternativnímu rocku 80. let; jeho vznik pramení z potřeby separace od značně zpopularizovaného alternativního rocku (např. Nirvana), který se, chtě nechtě nevyhnul komercializaci.
Mezi hlavní důvody jeho neslučitelnosti se středním proudem se uvádí, že je příliš průkopnický, experimentální, vrtošivý, podivínský, surový, drsný, přecitlivělý, s intimními texty a neotesanými melodiemi. V 90. letech se tento žánr dále rozčlenil na různé podžánry (indie pop, dream pop, noise-pop).
Nejznámější českou skupinou tohoto proudu jsou Sunshine, kteří získávají mnoho ocenění jak mezi diváky stanice Óčko, tak mezi čtenáři prestižních časopisů.

## Indie rock hudební vydavatelství
- Stiff Records
- Nikirock Records
- 2TONE Records
- Epitaph Records
- Mute Records
- SST Records